# Seznam slovenskih mladinskih ilustratorjev
Seznam slovenskih mladinskih ilustratorjev. (Glej tudi: Seznam slovenskih mladinskih avtorjev)

## A
- Marijan Amalietti
- Zvest Apollonio

## B
- Vesna Benedetič
- Gvido Birola
- Milan Bizovičar
- Suzana Bricelj
- Andreja Borin
- Mitja Bokun

## C
- Neva Capuder Grce
- Mojca Cerjak
- Jože Ciuha
- Igor Cvetko

## Č
- Ivan Čargo
- Zvonko Čoh

## D
- Danijel Demšar
- Julia Doria
- Gabrovec Dušan

## E
- Miran Erič

## F
- Črtomir Frelih

## G
- Maksim Gaspari
- Jelka Godec Schmidt
- Ančka Gošnik Godec
- Špela Gumzej

## H
- Miha Hančič

## J
- Božidar Jakac
- Marjanca Jemec Božič
- Samo Jenčič
- Bojan Jurc
- Adriano Janežič

## K
- Andreja Karba
- Maja Kastelic
- Marko Kociper
- Božo Kos
- Ana Košir
- Maša Kozjek
- Anton Koželj
- France Kralj
- Tone Kralj
- Tomaž Kržišnik

## L
- Tomaž Lavrič
- Polona Lovšin

## M
- Irena Majcen
- Svetlana Makarovič
- Marjan Manček
- Aco Mavec
- France Mihelič
- Dušan Muc
- Miki Muster

## N
- Marjeta Novak

## O
- Nikolaj Omersa
- Silvan Omerzu
- Mojca Osojnik
- Lidija Osterc

## P
- Klavdij Palčič
- Marijan Pečar
- Andreja Peklar
- Anka Luger Peroci
- Dušan Petrič
- Roža Piščanec
- Lilijana Praprotnik Zupančič
- Marija Prelog
- Petra Preželj

## R
- Ana Razpotnik Donati
- Jelka Reichman
- Lucijan Reščič
- Igor Ribič

## S
- Liana (Lili) Saje Wang
- Matjaž Schmidt
- Taja Sever
- Daša Simčič
- Rudi Skočir
- Hinko Smrekar
- Alenka Sottler
- Damijan Stepančič
- Hana Stupica
- Marija Lucija Stupica
- Marlenka Stupica

## Š
- Peter Škerl
- Maja Šubic

## T
- Andrej Trobentar

## V
- Gorazd Vahen
- Ivan Vavpotič
- Eka Vogelnik
- Marija Vogelnik
- Kamila Volčanšek
- Melita Vovk
- Alenka Vuk

## W
- Huiqin Wang

## Z
- Rok Zelenko
- Alojz Zorman Foljž
- Ana Zavadlav